# مقبرة 12
المقبرة رقم 12 و المعروفة علمياً بالرمز KV12 هي مقبرة غير اعتيادية، كانت تستخدم أصلا في عهد الأسرة الثامنة عشرة في مصر القديمة، ثم استخدمت مرة أخرى في عهد الأسرات التاسعة عشرة والعشرين، ويحتمل أنها كانت تستخدم لدفن أشخاص متعددين من أفراد الأسرة المالكة، مثل المقبرة رقم 5.
في أثناء حفر المقبرة رقم 9 دخل العمال دون قصد في هذه المقبرة ولا يزال الباحثون يعملون على تحديد هوية أفراد الأسرات الملكية المدفونين فيها و فحص جمع القطع الأثرية الموجودة في المقبرة و المستخرجة منها.

## روابط خارجية
- مشروع تخطيط طيبة: KV12